# SABIA-Mar
Il SABIA-Mar (Satelliti argentino-brasiliani per l'informazione ambientale del mare), originariamente chiamato SAC-E dall'argentino CONAE, è una futura costellazione di satelliti argentino-brasiliani. L'obiettivo della missione è lo studio della biosfera oceanica.

## SABIA-Mar 1
SABIA-Mar 1 sarà progettato e costruito dalla società argentina INVAP, di cui ha agito come principale appaltatore e integratore, fornendo due strumenti al satellite. Il lancio è previsto per il 2023.

## SABIA-Mar 2
Il SABIA-Mar 2 sarà costruito in Brasile sulla base del segmento di volo di Amazônia-1, un satellite per l'osservazione della terra in funzione dal 2021.

## Caratteristiche
Il satellite avrà una massa di 500 kg, una camera CCD a 11 bande (VIS) e 2 infrarossi (NIR) e una camera CCD multispettrale, con 11 bande visibili (VIS) e 2 nel vicino infrarosso (NIR).